# Gülağaç
Gülağaç (ehemals  Ağaçlı) ist eine Stadt und ein Landkreis in der türkischen Provinz Aksaray. Knapp ein Viertel der Landkreisbevölkerung entfällt auf die Kreisstadt. Der kleine Landkreis liegt im Osten der Provinz und grenzt an die Provinz Nevşehir.

Der Landkreis wurde 1990 gegründet und weist neben der Kreisstadt (ca. 25 % der Kreisbevölkerung) noch drei weitere Gemeinden (Belde) auf: Demirci (4051), Gülpınar (2807) und Saratlı (2084 Ew.). Neun Dörfer (Köy) vervollständigen den Kreis, wobei Bekarlar (1069) und Kızılkaya (1337) über 1000 Einwohner haben. Durchschnittlich bewohnen jedes Dorf 631 Menschen.

## Söhne und Töchter der Stadt
- Mert Akyüz (* 1993), türkischer Fußballtorhüter